# Côtes-de-provence Notre-Dame-des-Anges
Le côtes-de-provence Notre-Dame-des-Anges, ou plus simplement un notre-dame-des-anges, est un vin rosé ou rouge produit autour du sommet de Notre-Dame-des-Anges dans le massif des Maures, dans le centre du département du Var.
Il s'agit d'une dénomination géographique complémentaire de l’AOC côtes-de-provence.

## Histoire

### Un vignoble ancien
Le sanctuaire Notre-Dame-des-Anges est fondé en 508. Il dépend du prieuré Notre-Dame de Pignans, placé sous la protection directe des papes, avec l’appui des rois et comtes de Provence. Dès le Moyen Âge, le prieuré exploite la majeure partie du vignoble de ce terroir. Une confrérie de propriétaires et vignerons naît au XVIe siècle.

### De l’AOC à la DGC
Cette aire de production bénéficie en 1951 de l’accession en VDQS « côtes-de-provence », puis de la création de l’AOC en 1977.
Après une réunion le 14 février 2019 de l’Institut national de l’Institut national de l’origine et de la qualité approuvant l’aire géographique de production, la dénomination de terroir de l’AOC côtes-de-Provence Notre-Dame-des-Anges est reconnue par arrêté le 1er août 2019. C’est le cinquième terroir spécifique de l’AOC à bénéficier d’une DGC. 
La dénomination est le résultat de quinze années de travail de la part des viticulteurs locaux. 
La création de la dénomination s’inscrit dans une démarche de montée en gamme de l’AOC côtes-de-provence.

## Géologie
Ce terroir est constitué par la partie centrale de la dépression permienne, avec des sols drainants et peu productifs. Ces sols permettent une bonne hydratation des vignes en évitant les excès durant la maturation des raisins.
Le territoire possède plusieurs entités homogènes, constituées de grès permiens auxquels se sont ajoutées des formations d’apports colluviaux et alluviaux d’origine très variée avec des pélites, du sable, et des recouvrements de calcaires ou de schistes,.
Au sud, en bordure de la corniche triasique, les vignes poussent sur des sols colluviaux, de couleur rouge, issus de l’altération de pélites mélangées avec des cailloutis calcaires.
Au centre, les sols argilo-sableux ou sablo-argileux sont issus de l’altération de grès ou de pélites, et prennent une couleur brun/jaune. L’Aille et ses influents sont à l’origine de sols bruns/rouges faits de quartz et de grès permiens.
En bordure du massif des Maures se trouvent des sols constitués de colluvionnement schisteux et de grès permiens.

## Hydrologie
L’Aille et ses affluents forment le drain principal du territoire que cette rivière traverse du sud-ouest vers le nord-est. L’Aille se jette dans l’Argens sur la commune des Arcs, située aux confins nord-est de la dénomination.

## Climat
Si le terroir est classé en climat méditerranéen, il est préservé des entrées maritimes par le massif des Maures et présente un aspect plus continental. Les températures extrêmes estivales sont élevées et le territoire connaît des températures fraîches en automne et en hiver. Les précipitations annuelles sont fortes (900 mm/an) avec des épisodes violents et des étés secs. La durée d’insolation est importante, avec des moyennes annuelles de 2 800 à 2 900 heures. 
Les températures moyennes sont comprises entre 13,5 ° et 14,8 °. Les parcelles risquent plus le gel que celles des deux autres DGC de la dépression permienne (Fréjus et Pierrefeu) avec en moyenne 30 à 60 jours de gel par an. 
Le Mistral et d’autres vents du nord-ouest et de l’ouest assèchent les vignes. 
Ce climat plus continental conduit à une maturation optimale des raisins grâce à l’effet de l’amplitude thermique sur la maturation des polyphénols, en préservant une certaine acidité dans les baies. 

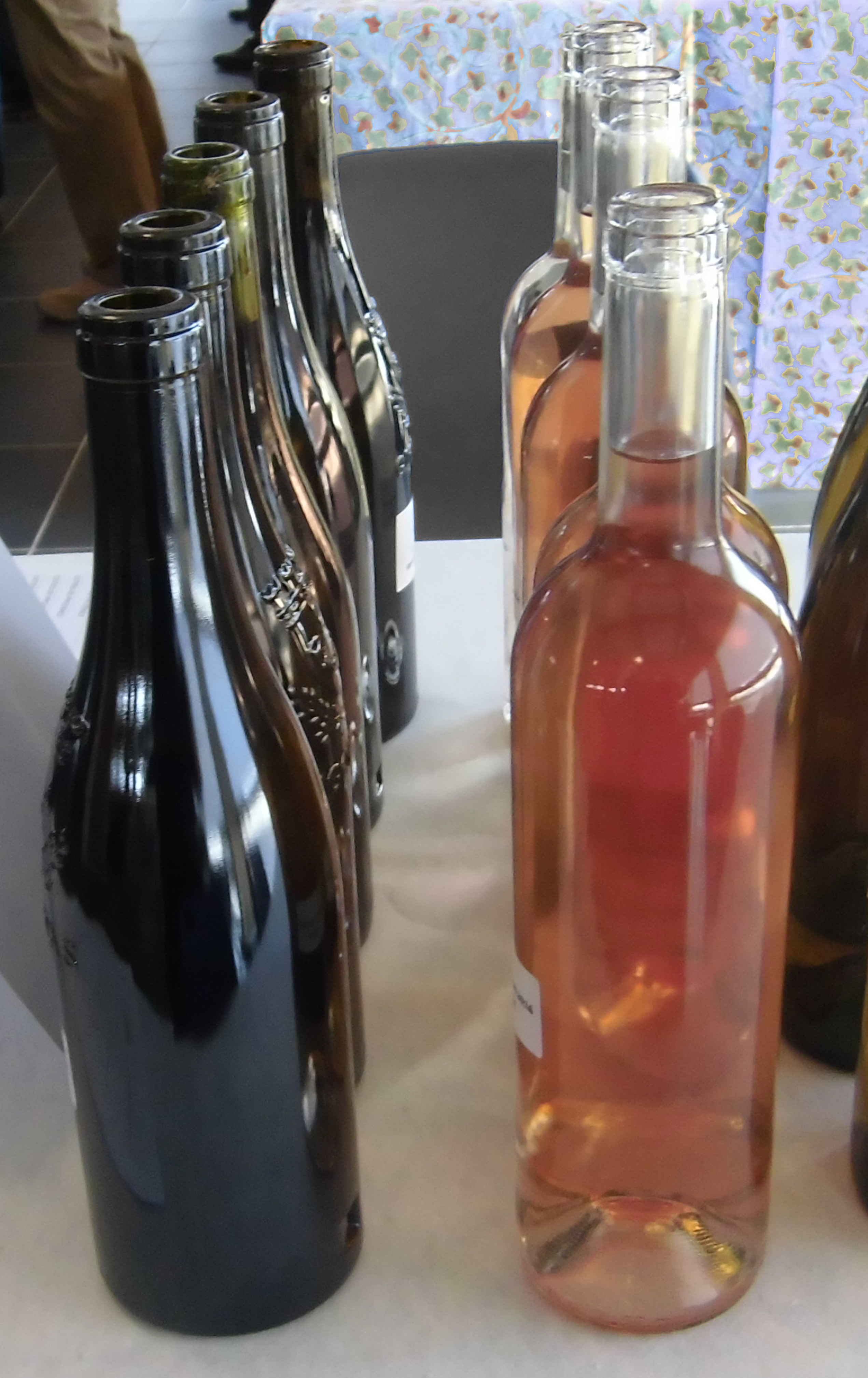
Bouteilles de côtes-de-provence La Londe lors d’une dégustation officielle

| Mois                              | jan.  | fév.  | mars  | avril | mai  | juin | jui.  | août  | sep.  | oct.  | nov.  | déc.  | année   |
| --------------------------------- | ----- | ----- | ----- | ----- | ---- | ---- | ----- | ----- | ----- | ----- | ----- | ----- | ------- |
| Température minimale moyenne (°C) | 1,4   | 1,8   | 4,3   | 7     | 11   | 14,6 | 17,1  | 16,9  | 13,5  | 10,5  | 5,7   | 2,5   | 8,9     |
| Température moyenne (°C)          | 7     | 7,8   | 10,6  | 13,2  | 17,4 | 21,4 | 24,5  | 24,3  | 20,2  | 16    | 10,9  | 7,6   | 15,1    |
| Température maximale moyenne (°C) | 12,6  | 13,8  | 17    | 19,4  | 23,8 | 28,2 | 31,8  | 31,8  | 26,9  | 21,6  | 16,1  | 12,7  | 21,3    |
| Ensoleillement (h)                | 150,9 | 169,4 | 224,5 | 227,9 | 273  | 315  | 357,2 | 321,4 | 247,8 | 175,4 | 147,1 | 134,6 | 2 744,2 |
| Précipitations (mm)               | 71,5  | 40,8  | 45    | 70,1  | 59   | 48,5 | 17,2  | 45    | 79,5  | 118,5 | 99    | 82,6  | 776,7   |

## Présentation du vignoble
Le vignoble s’étend sur dix communes du Var : Les Mayons, seule commune reconnue en totalité, Les Arcs-sur-Argens, Carnoules, Taradeau, Vidauban, Le Cannet-des-Maures, La Garde-Freinet, Le Luc-en-Provence, Gonfaron et Pignans. Toutes sont situées autour du sommet de Notre-Dame-des-Anges, vieux de 500 millions d’années, qui donne son nom à l’appellation.
Le sommet est visible depuis toutes les communes de la DGC.
Le territoire bénéficie de la présence de la réserve naturelle nationale de la plaine des Maures.

## Encépagement
Les obligations conduisent à avoir trois cépages principaux pour au moins 80 % de l’encépagement, avec 2 au moins présents, chacun à moins de 80 % :
- grenache N ;
- cinsault N ;
- syrah N ;

Il peut être constitué de huit cépages accessoires :
- mourvèdre N ;
- tibouren N ;
- cabernet-sauvignon N ;
- carignan N (moins de 10 % autorisé) ;
- clairette B ;
- sémillon B ;
- ugni blanc B ;
- rolle (vermentino B).

La proportion cumulée des cépages clairette, sémillon et ugni blanc ne peut dépasser 10 %. La proportion cumulée des cépages clairette, sémillon , ugni blanc et rolle ne peut dépasser 20 %.

## Méthodes culturales et réglementaires
Les vignes sont conduites en taille courte, soit en gobelet soit en cordon de royat (double ou simple), avec un maximum de 6 coursons par pied et 2 yeux francs par courson. Une exception est faite pour les pieds de plus de 25 ans dont un courson peut avoir jusqu’à 5 yeux francs, dans la limite de 12 yeux francs par pied.  
La charge maximale moyenne des parcelles est fixée à 8 500 kilogrammes par hectare, ou 6 500 kg/ha si les parcelles sont irriguées.  
La richesse minimale en sucre des raisins est fixée à 187 grammes par litre de moût pour les rosés et 207 g/l pour les rouges avec des titres alcoométriques volumiques naturels minium à 11,5° et 12°. 
Le rendement maximal autorisé de 55 hl/ha pour un rendement à 50 hl/ha, et un rendement moyen attendu de 44 hl/ha.

## Production
Les vins rosés doivent compter au moins deux cépages principaux totalisant au moins 60 % du vin. Le cabernet-sauvignon ne peut excéder 5 % de l’assemblage. Ils sont commercialisables à partir du 15 décembre suivant la vendange,.
Les rosés forment 80 % à 90 % de la production,.
Les vins rouges sont des vins d’assemblage comptant au moins, ensemble ou séparément, 50 % de grenache et de syrah. Les vins réalisés avec des cépages blancs vinifiés séparément peuvent être monocépages. Ils ne peuvent être élaborés par macération carbonique de raisins entiers et doivent être élevés au moins jusqu’au 15 août de l’année suivant la récolte pour une commercialisation ne pouvant intervenir avant le 1er septembre suivant.
La production prévue pour la première cuvée, en 2019, est de 3 500 à 4 000 hectolitres en vins rosé et rouge.

## Terroir et vin
La superficie potentielle de ce vignoble est de 3 900 hectares ; en 2019, 273 hectares sont cultivés selon les normes de la DGC, soit environ 6 %. Le président de la dénomination, Jean-Pierre Daziano, vise la totalité des 3 900 hectares vers 2040.
En 2020, plus de 30 % des parcelles sont labellisées agriculture biologique ou sont actuellement en conversion.

## Type d’exploitations
La filière viticole comprend établissements : 11 caves particulières et 5 coopératives.